# NetherLines
NetherLines was een vanuit Vliegveld Zestienhoven opererende luchtvaartmaatschappij opgericht door Leen P. Jansson. Netherlines vormde in 1990 na een fusie met NLM CityHopper het nieuwe bedrijf KLM Cityhopper.

## Geschiedenis
Netherlines werd opgericht in april 1984 onder de volledige naam: Netherlines Airlines For European Commuter Services BV en vloog in de zes jaren dat het bestond op de steden: Amsterdam, Eindhoven, Enschede, Rotterdam, Groningen, Keulen, Münster, Rijsel, Luxemburg, Birmingham Engeland, East Midlands en Luton.

## Vloot
Netherlines heeft gevlogen met de volgende vliegtuigen:
- 6 Jetstream 31 PH-KJA, PH-KJB, PH-KJC, PH-KJD, PH-KJF en PH-KJG.
- 3 Saab 340 PH-KJH, PH-KJK en PH-KJL.